# وعل إسباني
الوعل الإسباني أو البري الاسباني أو الماعز البري الايبيري (الاسم العلمي: Capra pyrenaica) نوع من الوعول يتفرع منه أربع أنواع فرعية، متوطن في شبه جزيرة أيبيريا.

## أنواع فرعية
- وعل إسباني جنوبي شرقي (الاسم العلمي: Capra pyrenaica hispanica)، غير مهدد
- وعل برتغالي (الاسم العلمي: Capra pyrenaica lusitanica)، منقرض منذ 1892
- وعل برانس (الاسم العلمي: Capra pyrenaica pyrenaica)، منقرض منذ 1898
- وعل إسباني غربي (الاسم العلمي: Capra pyrenaica victoriae)، مهدد بالانقراض

## اقرأ كذلك
- قائمة مزدوجات الأصابع حسب العدد
- وعل (جنس)
- طور غرب القوقاز
- ماعز بري
- ماعز
- وعل سيبيري